# Протести у Србији 2017.
Протести у Србији 2017. године, познатији под називом Протест против диктатуре, били су масовни протести организовани широм Београда, Новог Сада, Ниша и других градова у Србији и представљале су до тада најмасовније свакодневне антирежимске демонстрације у историјском периоду после свргавања Слободана Милошевића (неколико појединачно масовнијих митинга опозиције одржаних између 2000. и 2017. нису имали циклични карактер).
Настали су као реакција на резултате председничких избора одржаних 2. априла 2017. године, а били су усмерени директно против новоизабраног председника Александра Вучића. Непосредни повод је била медијска слика и свеукупна атмосфера у којима су избори одржани. Наиме, целокупни период изборне кампање, тишине и дан самих избора су били обележени оптужбама о застрашивању бирача и готово тоталном доминацијом Вучића и његове Српске напредне странке у српским медијима. Према извештају ОЕБС-а, неизбалансирано извештавање медија, притисци на бираче и запослене у државним институцијама и злоупотреба јавних ресурса за спровођење кампање су пољуљали једнакост могућности у такмичењу кандидата. Делегација Савета Европе је идентификовала бројне неправилности и недостатке током изборног процеса и том приликом дала препоруке Србији да побољша своју изборну законску регулативу. Делегација је, као и у својим претходним извештајима о Србији, била изразито критична према медијском извештавању током предизборне кампањем напомињући да проблеми из ове области још нису решени и да није спроведен адекватан надзор кампање.
Међутим, верује се да су кључни разлози протеста били акумулирани вишедеценијски социјални проблеми.
Куриозитет представља чињеница да међу званичним организаторима протеста није било ниједне опозиционе странке или покрета.

## Развој догађаја
Водећи учесници и покретачи протеста су били студенти Београдског, Новосадског и Нишког универзитета, окупљени у неструктурисаној неформалној организацији, касније познатој по називу "Против диктатуре". Они су организовани путем Фејсбука и започели су 3. априла, један дан по окончању избора. Већ првих дана, ови студенти су добили подршку својих колега са других државних високошколских установа, те од појединих средњошколаца, тако да се протест раширио на све веће градове у Србији. До краја прве недеље је на демонстрације изашло више од 20.000 људи у Београду, више од 10.000 људи у Новом Саду, неколико хиљада у Нишу, док је у мањим градовима протестовало по неколико стотина незадовољних грађана. Странке опозиције нису директно учествовале у организацији протеста.
Студентима су се од суботе, 8. априла 2017. године, придружили синдикати полиције, војске, такси возача, адвоката и других који су били незадовољни ауторитарним режимом новоизабраног председника: тог дана је уједно у Београду одржан и најмасовнији скуп, чија бројност је различито процењивана: од неколико хиљада (према прорежимским медијима), преко двадесет до педесет хиљада (према независним проценама), све до осамдесет хиљада учесника (према организаторима скупа).
Списак захтева је, у међувремену, био изнет од стране студената којим су желели да поправе стање демократије у држави, укључујући и мере за ограничавање и надгледање чврсте контроле новоизабраног председника. Међу захтевима су били и смене челника Радио телевизије Србије, чланова Републичке изборне комисије, чланова савета РЕМ-а, али и разрешење председнице скупштине Маје Гојковић и поништавање сумњиво стечених докторских титула Небојше Стефановића и Синише Малог.
Друге недеље, протести су почели да јењавају, нарочито откако су захтеви радикализовани. Наредних дана, број учесника је наставио да опада. Последњи масовни скуп је одржан 27. априла у координацији са покретом Не да(ви)мо Београд, поводом годишњице рушења у Херцеговачкој улици у Савамали.
Наредних недеља, а све до ступања на дужност Александра Вучића, протест је наставила да организује релативно мала група демонстраната, познати као "Чувари ватре". На сам дан полагања заклетве је дошло до мањих инцидената. Од тог дана, протести су постали симболични.

## Реакције
Реакције јавности су биле разнолике, сходно политичкој позицији коју су индивидуални актери заузимали. Странке, покрети и појединци блиски режиму су недвосмислено оптуживали организаторе демонстрација за покушај дестабилизације државе, те да иза протеста, заправо, стоје опозиционе странке, чији кандидати су претрпели пораз на претходним изборима. Сам Александар Вучић, против кога су протести били усмерени, је изјавио:
...црвена линија протеста је насиље. Све док не буде насиља, напада на неког или на институције, све је у реду. Нека протестују докле год хоће, све док је мирно и не угрожавају права других грађана...током изборне кампање указивао сам да се припрема македонски сценарио којим ће поједини председнички кандидати и политичари покушати насилно да остваре што не могу кроз вољу народа и на бирачким местима. Тада су, тврдили да није истина, ДОС-овски медији су писали да се ради о Вучићевој измишљотини, а данас сами најављују немире и радикализацију. Све док је мирно, могу да шетају наредних десет година. Када буду угрожавали туђа права, насилно покушали било шта да реше, држава ће да реагује. Насиље, силеџијство држава неће допустити. До сада ништа од тога нису учинили, па држава на протесте гледа као на део демократије.
Са друге стране, припадници опозиције јесу гледали са симпатијама на протесте, али се нису мешали у њихову организацију, иако су активисти појединих странака и покрета узели лично учешће. Један од главних Вучићевих опонената на тада завршеним изборима, Саша Јанковић, је поводом избијања демонстрација рекао:
Да би се незадовољство грађана које је изражено на протестима операционализовало и довело до конкретних резултата, потребно је и да се политички организује. Да ли ће до тога доћи, зависи од опозиционих политичких актера и од спремности, потребе и жеље грађана који протестују да буду само грађани, без политичке организованости, или да прихвате и ту додатну компоненту која може да представља конкретну алтернативу власти која не ради како треба. Оба елемента су потребна. Могу и грађани да скину лошу власт, али ће морати да друга власт уместо те да дође, јер ми нећемо анархију.
Медији су такође били подељени. Они блиски режиму (попут дневног листа "Информер" и телевизије "Пинк") су нападали демонстранте из најразличитијих разлога, док су они блиски опозицији гледали на протесте са разумевањем и симпатијама. Теофил Панчић је сматрао да је недостатак лидерства протеста био његова врлина, али истовремено и његов лимит:
Просто се стога све то претвара у једну врсту спонтаног и у том смислу симпатичног - али и протеста који, исто тако као што се брзо разгорео, може брзо и да се угаси.

## Каснији догађаји
У току јесени и зиме те године, долазило је до неколико спорадичних окупљања симпатизера и припадника синдикалних и политичких организација, која нису имала већи значај.
Наредни масовни протести су отпочели крајем 2018. године, на окупљањима Један од пет милиона.